# Léa Lemare
Léa Lemare (Albertville, 21 giugno 1996) è una saltatrice con gli sci francese.

## Biografia
Originaria di Courchevel, la Lemare ha esordito in Coppa Continentale, la massima competizione femminile di salto prima dell'istituzione della Coppa del Mondo nella stagione 2012, l'8 agosto 2009 a Bischofsgrün (48ª) e ai Campionati mondiali a Oslo 2011, dove è stata 33ª nella gara individuale.
Il 19 agosto 2011 ha colto a Oberwiesenthal il suo primo podio in Coppa Continentale (2ª) e il 3 dicembre dello stesso anno ha preso parte alla prima gara della Coppa del Mondo femminile, a Lillehammer, classificandosi 36ª. Nel 2013 ai Mondiali della Val di Fiemme è stata 38ª nella gara individuale e 5ª in quella a squadre mista e l'anno dopo ai XXII Giochi olimpici invernali di Soči 2014, suo esordio olimpico, si è piazzata 20ª nella gara individuale.

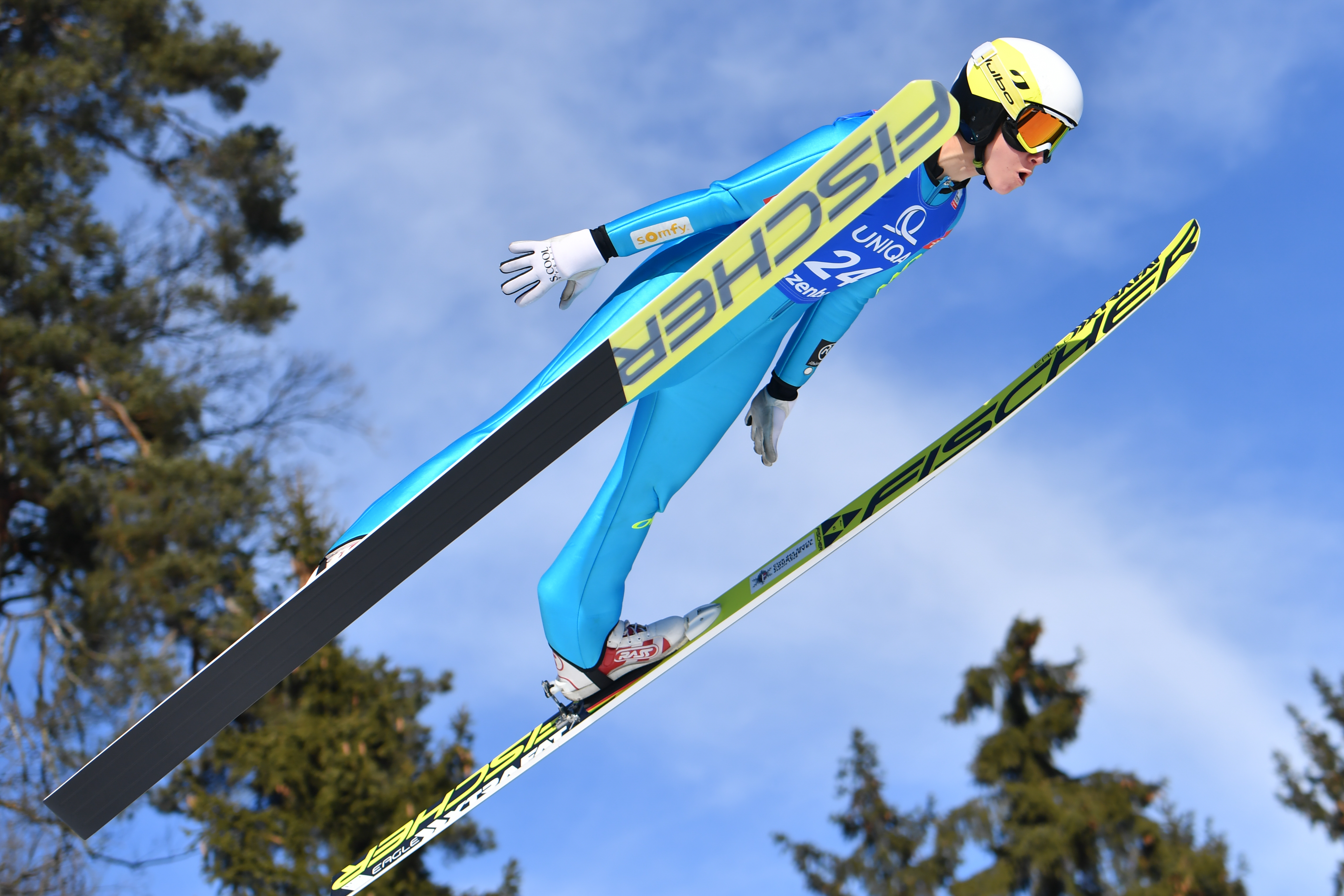
Léa Lemare in gara a Hinzenbach nel 2017

Ai Mondiali di Falun 2015 è stata 32ª nella gara individuale e 8ª in quella a squadre mista; nelle medesime specialità due anni dopo, nella rassegna iridata di Lahti 2017, si è piazzata rispettivamente al 20º e al 10º posto. Il 16 dicembre 2017 a Hinterzarten ha ottenuto il suo primo podio in Coppa del Mondo (3ª). Ai XXIII Giochi olimpici invernali di Pyeongchang 2018 si è classificata 28ª nel trampolino normale; l'anno dopo ai Mondiali di Seefeld in Tirol 2019 è stata 30ª nel trampolino normale e 7ª nella gara a squadre.

## Palmarès

### Mondiali juniores
- 2 medaglie:
  - 1 argento (gara a squadre a Liberec 2013)
  - 1 bronzo (gara a squadre a Val di Fiemme 2014)

### Coppa del Mondo
- Miglior piazzamento in classifica generale: 22ª nel 2017
- 1 podio (a squadre):
  - 1 terzo posto

### Coppa Continentale
- Miglior piazzamento in classifica generale: 12ª nel 2014
- 1 podio:
  - 1 secondo posto